# Tiếng Gongduk
Tiếng Gongduk hay Tiếng Gongdu (chữ Tạng: དགོང་འདུས་; Wylie: Dgong-'dus) là một ngôn ngữ Hán-Tạng được nói bởi khoảng 2.000 người ở một vài ngôi làng cách biệt tọa lạc gần sông Kuri Chhu tại Gongdue Gewog của huyện Mongar, miền đông Bhutan. Tên của các ngôi làng là Bala, Dagsa, Damkhar, Pam, Pangthang, và Yangbari (Ethnologue).
Tiếng Gongduk có hình thái động từ phức tạp, mà theo Ethnologue là thừa hưởng từ ngôn ngữ Tạng-Miến nguyên thủy, và rất khác biệt về mặt từ vựng. Trên cơ sở này, nó có vẻ là không thuộc về phân nhóm lớn nào và nên được đặt vào nhóm riêng của chính nó.

## Từ vựng
Từ vựng tiếng Gongduk do van Driem (2014) thu thập.

### Từ vựng cơ bản
- rek ‘đầu’
- rukɤŋ ‘xương’
- əŋ ‘ngôn ngữ, miệng’
- dɤŋli ‘nước’
- wɤ ‘mưa’
- yər ‘vực’
- dɤ ‘muối’
- ɤn ‘răng’
- koŋ ‘cây’
- diŋ ‘gỗ’
- me ‘gạt’
- dola ‘cơm hay kê vàng chín’
- choŋnən ‘bắp, ngô’
- ɤwɤ ‘chuối’
- taɦ ‘thịt’
- wərə ‘lúa rẫy’
- khərəŋ ‘kê hay bắp chín’
- don ‘lợn, heo’
- nor ‘quạ’
- kurtə ‘ngựa’
- kəitɤ ‘chim’
- əkəm ‘trứng’
- jə ‘ngày’
- lei ‘tháng’
- oloʔk ‘con, trẻ con’
- ŋidɤ ‘người’
- aroʔk ‘bạn bè’
- duʔ ‘làng’
- kiŋ ‘nhà’
- nikkələŋ ‘cầu thang’
- θok ‘đồ cúng’
- goŋduʔ ‘Gongduk’

### Số đếm
- ti ‘1’
- niktsə ‘2’
- towə ‘3’
- diyə, piyə ‘4’
- ŋəwə ‘5’
- qukpə ‘6’
- ðukpə ‘7’
- yitpə, hetpə ‘8’
- ɢuwə ‘9’
- deyə ‘10’
- deθəti ‘11’
- deθəniktsə ‘12’
- deθətowə ‘13’
- khəe ‘hai mươi (20)’
- khəe ŋəwə ‘năm hai mươi (100)’